# Бойчук Кирило Сергійович
Кирило Сергійович Бойчук (нар. 17 лютого 2003) — український футболіст, півзахисник «Миколаєва», який також виступає за «Миколаїв-2».

## Життєпис
Вихованець МФК «Миколаїв», у футболці якого з 2016 по 2019 рік виступав у ДЮФЛУ. Дебютував у дорослому футболі за «Миколаїв-2» 11 вересня 2020 року в програному (0:4) виїзному поєдинку 2-го туру групи «Б» Другої ліги України проти зорянських «Балкан». Кирило вийшов на поле на 74-й хвилині, замінивши Тимофія Хуссіна.